# Ixodes cornuae
Ixodes cornuae este o specie de căpușe din genul Ixodes, familia Ixodidae, descrisă de Joseph Charles Arthur în anul 1960. Conform Catalogue of Life specia Ixodes cornuae nu are subspecii cunoscute.